# Kevin McAlinden
Kevin McAlinden, né à Belfast le 17 novembre 1913 et mort le 3 avril 1978 dans la même ville, est un footballeur nord-irlandais qui évoluait au poste de gardien de but, notamment au Belfast Celtic.

## Biographie
Kevin McAlinden est sélectionné au sein de l'équipe de Grande-Bretagne, pour disputer les Jeux olympiques d'été de 1948 à Londres,.

## Palmarès

### En équipe nationale
- 2 sélections avec l'équipe de Grande-Bretagne olympique en 1948